# Isosembia aequalis
Isosembia aequalis is een insectensoort uit de familie Anisembiidae, die tot de orde webspinners (Embioptera) behoort. De soort komt voor in Brazilië.
Isosembia aequalis is voor het eerst wetenschappelijk beschreven door Ross in 1944.